# 케빈 타이게

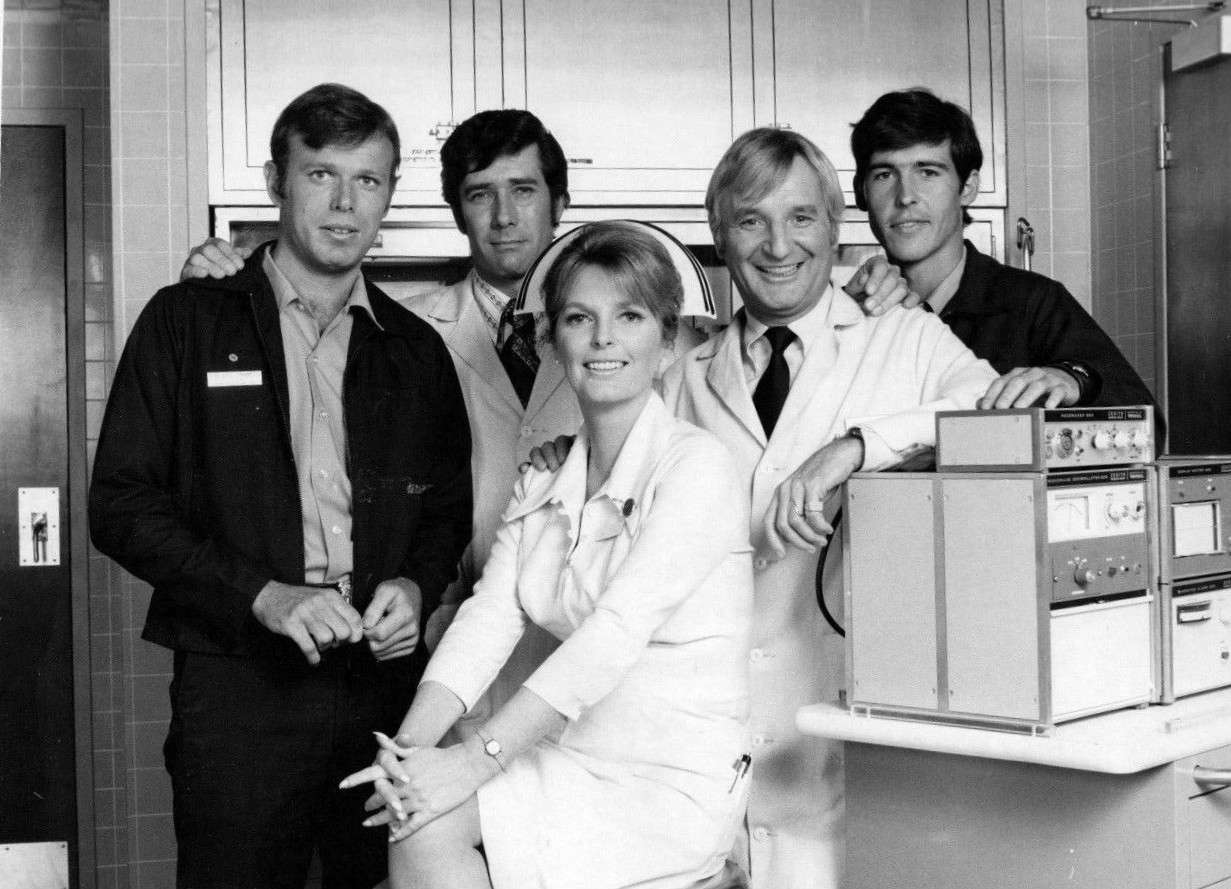

케빈 타이(Kevin Tighe, 영어 발음: /ˈtaɪ/, 1944년 8월 13일 ~ )는 미국의 배우이다.
로스앤젤레스에서 태어났다.

## 출연 작품
- 아이 엠 아이 (2013년)
- 블러디 발렌타인 (2009년) - 벤 폴리 역
- 거래 (2005년) - 존 코틀랜드 역
- 투데이 유 다이 (2005년)
- 털시 루퍼의 가방 (2003년)
- 패티 햄버거 (2003년)
- 텔시 루퍼 가방 1부 (2003년)
- 로즈 레드 (2002년)
- DNA 컨스피러시 (1999년)
- 멈포드 (1999년)
- 윈첼 (1998년)
- 인 콜드 블러드 (1996년)
- 루프 (1996년)
- 레이싱 (1996년)
- 마녀의 산 (1995년)
- 복수의 천사 (1995년)
- 제이드 (1995년)
- 인플루언스 (1994년)
- 붉은 전사 (1994년)
- 더블 크로스 (1994년)
- 천만달러를 가진 사나이 (1993년)
- 크라임 웨이브 (1993년)
- 길버트 그레이프 (1993년) - 켄 카버 역
- 제로니모 (1993년)
- 뉴스보이 (1992년)
- 스쿨 타이 (1992년)
- 꿈꾸는 도시 (1991년)
- 브라이트 엔젤 (1990년)
- 48시간 2 (1990년)
- 케이 나인 (1989년)
- 로드 하우스 (1989년)
- 여덟명의 제명된 남자들 (1988년)
- 메이트원 (1987년)
- 용감한 형제 (1977년)
- 졸업 (1967년)

### 텔레비전
- 119 구조대 (1972-79)
- 회색 게임 (1995)
- 프릭스 앤 긱스 (1999-2000)
- 로스트 (2005-10)
- The 4400 (2007)